# Partido Libertario de Colorado
El Partido Libertario de Colorado (LPCO) es la filial en Colorado del Partido Libertario (LP). A abril de 2023, los libertarios electos en Colorado incluyen al alcalde de Keenesburg, Aron Lam, y al concejal de la ciudad de Craig, Paul James.

## Historia
El Partido Libertario fue fundado el 11 de diciembre de 1971 en Colorado Springs.
El partido fue reconocido como partido minoritario en 1998, después de que se aprobara una legislación que modificó los requisitos, estableciendo que bastaba con tener al menos 1,000 votantes registrados o el 5 % de los votos en una elección estatal.
El partido celebró elecciones primarias a nivel estatal durante los comicios de 2010, siendo el primer tercer partido en hacerlo en Colorado desde el Partido Progresista en 1916.Fue también el único tercer partido en los Estados Unidos que presentó candidatos en la mayoría de los distritos legislativos estatales durante las elecciones de 2012.
En 2016, el partido se convirtió en la segunda filial libertaria, después del Partido Libertario de Alaska, en contar con al menos el 1 % de los votantes registrados. Esto permitió que su candidata, Lily Tang Williams, calificara para participar en los debates de la elección al Senado de los Estados Unidos.
El partido inicialmente se negó a otorgar su acceso a la boleta electoral para las elecciones presidenciales de 2024 a la fórmula presidencial nacional de Chase Oliver y Mike ter Maat,y al mes siguiente intentó ceder su línea en la boleta a los candidatos independientes Robert F. Kennedy Jr. y Nicole Shanahan.El secretario de prensa del partido nacional presentó la documentación requerida reconociendo oficialmente a la fórmula Oliver/ter Maat, la cual fue aceptada por la Secretaría de Estado de Colorado.A pesar de ello, junto con la designación de Chase Oliver como el candidato oficial del partido, se adjuntó un “acuerdo de colaboración” con la campaña de RFK Jr.
El 2 de agosto de 2024, el LPC anunció que comenzaría a publicar un nuevo boletín bimensual, The Clipboard, para informar sobre noticias tanto del partido estatal como del movimiento libertario en general.

## Funcionarios electos
Doug Carlsten formó parte del concejo municipal de Brighton, Colorado, en la década de 1990.Doug Anderson, miembro del partido, fue elegido para la comisión electoral de Denver en 1987 y para el concejo municipal de Lakewood en 2005, en elecciones no partidarias.Bob Dempsey fue elegido como forense del condado de San Miguel como candidato libertario.El actual alcalde de Keenesburg, Aron Lam, fue elegido en 2022.

## Registro de votantes
| Año  | Votantes | %       | Cambio |
| ---- | -------- | ------- | ------ |
| 1984 | 207      | (0.02%) | [ 15 ] |
| 1988 | 1,026    | (0.05%) | [ 16 ] |